# Lijst van nummer 1-hits in de Nederlandse Single Top 100 in 1982
Deze hits stonden in 1982 op nummer 1 in de Nationale Hitparade, de voorloper van de huidige Nederlandse Single Top 100.
| Nummer | Datum        | Artiest                           | Titel                                   |
| ------ | ------------ | --------------------------------- | --------------------------------------- |
| 213    | 2 januari    | Drukwerk                          | Je loog tegen mij                       |
|        | 9 januari    | Drukwerk                          | Je loog tegen mij                       |
|        | 16 januari   | Drukwerk                          | Je loog tegen mij                       |
|        | 23 januari   | Drukwerk                          | Je loog tegen mij                       |
|        | 30 januari   | Drukwerk                          | Je loog tegen mij                       |
| 214    | 6 februari   | Ph.D.                             | I Won't Let You Down                    |
|        | 13 februari  | Ph.D.                             | I Won't Let You Down                    |
|        | 20 februari  | Ph.D.                             | I Won't Let You Down                    |
| 215    | 27 februari  | ABBA                              | Head over Heels                         |
| 216    | 6 maart      | Orchestral Manoeuvres in the Dark | Maid of Orleans (The Waltz Joan of Arc) |
|        | 13 maart     | Orchestral Manoeuvres in the Dark | Maid of Orleans (The Waltz Joan of Arc) |
|        | 20 maart     | Orchestral Manoeuvres in the Dark | Maid of Orleans (The Waltz Joan of Arc) |
|        | 27 maart     | Orchestral Manoeuvres in the Dark | Maid of Orleans (The Waltz Joan of Arc) |
|        | 3 april      | Orchestral Manoeuvres in the Dark | Maid of Orleans (The Waltz Joan of Arc) |
| 217    | 10 april     | Nova                              | Aurora                                  |
|        | 17 april     | Nova                              | Aurora                                  |
|        | 24 april     | Nova                              | Aurora                                  |
| 218    | 1 mei        | Tight Fit                         | The Lion Sleeps Tonight                 |
| 219    | 8 mei        | Joan Jett and the Blackhearts     | I Love Rock'n Roll                      |
| 220    | 15 mei       | Nicole                            | Ein bißchen Frieden / Een beetje vrede  |
|        | 22 mei       | Nicole                            | Ein bißchen Frieden / Een beetje vrede  |
|        | 29 mei       | Nicole                            | Ein bißchen Frieden / Een beetje vrede  |
|        | 5 juni       | Nicole                            | Ein bißchen Frieden / Een beetje vrede  |
| 221    | 12 juni      | Boys Town Gang                    | Can't Take My Eyes Off You              |
|        | 19 juni      | Boys Town Gang                    | Can't Take My Eyes Off You              |
|        | 26 juni      | Boys Town Gang                    | Can't Take My Eyes Off You              |
|        | 3 juli       | Boys Town Gang                    | Can't Take My Eyes Off You              |
| 222    | 10 juli      | André Hazes                       | Diep in mijn hart                       |
| 223    | 17 juli      | June Lodge & Prince Mohammed      | Someone Loves You Honey                 |
|        | 24 juli      | June Lodge & Prince Mohammed      | Someone Loves You Honey                 |
| 224    | 31 juli      | Angelique                         | Een beetje geld voor een beetje liefde  |
| 223    | 7 augustus   | June Lodge & Prince Mohammed      | Someone Loves You Honey                 |
|        | 14 augustus  | June Lodge & Prince Mohammed      | Someone Loves You Honey                 |
| 225    | 21 augustus  | André van Duin                    | Als je huilt / Bim bam                  |
|        | 28 augustus  | André van Duin                    | Als je huilt / Bim bam                  |
|        | 4 september  | André van Duin                    | Als je huilt / Bim bam                  |
|        | 11 september | André van Duin                    | Als je huilt / Bim bam                  |
|        | 18 september | André van Duin                    | Als je huilt / Bim bam                  |
| 226    | 25 september | Dire Straits                      | Private Investigations                  |
|        | 2 oktober    | Dire Straits                      | Private Investigations                  |
|        | 9 oktober    | Dire Straits                      | Private Investigations                  |
|        | 16 oktober   | Dire Straits                      | Private Investigations                  |
|        | 23 oktober   | Dire Straits                      | Private Investigations                  |
| 227    | 30 oktober   | Musical Youth                     | Pass the Dutchie                        |
|        | 6 november   | Musical Youth                     | Pass the Dutchie                        |
|        | 13 november  | Musical Youth                     | Pass the Dutchie                        |
|        | 20 november  | Musical Youth                     | Pass the Dutchie                        |
| 228    | 27 november  | Doe Maar                          | De bom                                  |
|        | 4 december   | Doe Maar                          | De bom                                  |
|        | 11 december  | Doe Maar                          | De bom                                  |
|        | 18 december  | Doe Maar                          | De bom                                  |
| 229    | 25 december  | Phil Collins                      | You Can't Hurry Love                    |